# Gili Air
De Gili Air is een tropisch eiland ten westen van Lombok. Het maakt deel uit van de Indonesische eilandgroep, de Gili-eilanden. Gili Air is het op een na kleinste eiland van de Gili-eilanden en ligt het dichtste bij Lombok. De overige Gili-eilanden zijn Gili Meno en Gili Trawangan.

## Toerisme
Het eiland is per snelboot bereikbaar vanuit Bangsal Harbor op Lombok en vanuit verschillende havens op Bali. Op het eiland zelf is geen gemotoriseerd verkeer.
Langs de kust zijn veel toeristische accommodaties te vinden.